# Elliðaey
Elliðaey (ibland även Ellirey) är den tredje största ön i ögruppen Västmannaöarna och är 0,45 km² stor. På ön finns det många sjöfåglar.
På ön finns en stor jaktstuga byggd år 1953.